# Bangladeschische Frauen-Cricket-Nationalmannschaft in Irland in der Saison 2018
Die Tour der bangladeschischen Cricket-Nationalmannschaft nach Irland in der Saison 2018 fand vom 28. Juni bis zum 1. Juli 2018 statt. Die internationale Cricket-Tour war Bestandteil der Internationalen Cricket-Saison 2018 und umfasste drei WTwenty20s. Bangladesch gewann die Serie 2–1.

## Vorgeschichte
Irland spielte zuvor eine Tour gegen Neuseeland, Bangladesch in Südafrika
Das letzte Aufeinandertreffen der beiden Mannschaften bei einer Tour fand in der Saison 2016 in Irland statt.

## Stadien
Die folgenden Stadien wurden für die Tour als Austragungsort vorgesehen.
| Stadion                      | Stadt  | Kapazität | Spiele  |
| ---------------------------- | ------ | --------- | ------- |
| Malahide Cricket Club Ground | Dublin | 11.500    | 2. WT20 |
| Sydney Parade                | Dublin |           | 3. WT20 |
| YMCA Cricket Club Ground     | Dublin | 2.000     | 1. WT20 |

## Kaderlisten
Bangladesch benannte seinen Kader am 20. Juni 2018.
| WTwenty20 | WTwenty20 |
| Irland | Bangladesch |
| --- | --- |
| - Laura Delany (K) - Kim Garth - Cecelia Joyce - Isobel Joyce - Shauna Kavanagh - Gaby Lewis - Lara Maritz - Ciara Metcalfe - Cara Murray - Orla Prendergast - Eimear Richardson - Clare Shillington - Rebecca Stokell - Mary Waldron | - Salma Khatun (K) - Ayasha Rahman - Fahima Khatun - Fargana Hoque - Jahanara Alam - Khadija Tul Kubra - Lily Rani Biswas - Nahida Akter - Nigar Sultana - Panna Ghosh - Rumana Ahmed - Sanjida Islam - Shamima Sultana (wk) - Sharmin Sultana |

## Women’s Twenty20 Internationals

### Erstes WTwenty20 in Dublin
| 28. Juni Scorecard | Dublin (YMCA) | Irland 134-7 (20)                 | – | Bangladesch 135-6 (20) |
|                    |               | Bangladesch gewinnt mit 4 Wickets |   |                        |

Bangladesch gewann den Münzwurf und entschied sich als Feldmannschaft zu beginnen.

### Zweites WTwenty20 in Dublin
| 29. Juni Scorecard | Dublin (Malahide) | Irland 124-8 (20)                 | – | Bangladesch 125-6 (19.1) |
|                    |                   | Bangladesch gewinnt mit 4 Wickets |   |                          |

Ireland gewann den Münzwurf und entschied sich als Schlagmannschaft zu beginnen.

### Drittes WTwenty20 in Dublin
| 1. Juli Scorecard | Dublin (Sydney Parade) | Bangladesch 151-4 (20)       | – | Irland 152-4 (20) |
|                   |                        | Irland gewinnt mit 6 Wickets |   |                   |

Irland gewann den Münzwurf und entschied sich als Feldmannschaft zu beginnen.

## Auszeichnungen

### Player of the Series
Als Player of the Series wurden der folgende Spieler ausgezeichnet.
| Serie | Player of the Series |
| ----- | -------------------- |
| WT20  | Jahanara Alam        |